# King's Land (film)
Pour plus de détails, voir Fiche technique et Distribution.
King's Land (Bastarden) est un film danois réalisé par Nikolaj Arcel et sorti en 2023.
Le scénario du film est adapté du roman Kaptajnen og Ann Barbara de Ida Jessen (en) paru en 2020.
Le film se déroule au Danemark en 1755. Le capitaine Ludvig Kahlen s’embarque dans une quête audacieuse : conquérir une lande danoise réputée incultivable. Il compte ainsi établir une colonie au nom du roi en échange d’un titre royal. Mais cette ambition obstinée attire l’attention de l’impitoyable seigneur de la région, qui fera tout pour l’étouffer. Le destin de Kahlen est en jeu : richesse et honneur ou la mort.

## Synopsis
En 1755, le capitaine Ludvig Kahlen, un officier danois de naissance modeste et pauvre, prend sa retraite après 25 ans de service dans l’armée allemande avec une maigre pension. Il obtient de la Cour royale danoise l’autorisation de construire une propriété sur la lande aride du Jutland pour la culture de la terre. Il espère établir une colonie sur ces terres, et en retour il demande à la Cour le privilège d’un titre de noblesse avec un manoir associé. Peu de temps après son arrivée sur le site de sa future propriété, il entre en conflit avec Frederik Schinkel, un magistrat local du manoir voisin de Hald et propriétaire terrien impitoyable qui tente de monopoliser la propriété de la lande.
Schinkel fait tout son possible pour rendre toute main-d’œuvre indisponible pour Kahlen, qui emploie et héberge secrètement Johannes Eriksen et sa femme Ann Barbara, deux des serfs de Schinkel qui ont rompu leur contrat et fui ses mauvais traitements. Après avoir surpris une fille rom, Anmai Mus, en train de le voler, il se fait conduire par elle à son camp et embauche également les gens du voyage roms « Tatere » comme travailleurs, bien que cette pratique soit illégale. Pendant ce temps, la cousine de Schinkel, Edel Helene, lui est promise en mariage malgré sa réticence, mais son père insiste pour ce mariage en raison de la richesse substantielle de Schinkel, à moins qu’elle ne puisse trouver un autre prétendant dans un délai d’un an.
Lors d’un bal des moissons, Edel rencontre Kahlen en secret et partage un baiser pour sceller l’accord que s’il peut acquérir un titre de noblesse dans l’année, ils se marieront, lui offrant une échappatoire à l’union avec son cousin. Vers la fin de la fête, Schinkel révèle qu’il a repris Johannes alors qu’il se rendait sur la côte pour acquérir de l’argile pour la ferme de Kahlen. Le serf évadé est torturé à mort avec de l’eau bouillante par son ancien maître devant des invités consternés. Kahlen ramène le corps de Johannes à sa femme ; voyant le corps bouilli de leur collègue, les Roms, à l'exception d'Anmai, quittent la ferme de Kahlen. Malgré de multiples défis au cours d’un hiver rigoureux, avec l’aide d’Ann Barbara et d’Anmai, Kahlen parvient à planter les pommes de terre apportées d’Allemagne et à récolter 80 sacs. Ensemble ils forment à trois forment une famille non officielle ; Kahlen et Ann Barbara entament une relation sexuelle.
Lorsque le roi reçoit l’annonce de la bonne récolte, il ordonne l’établissement d’une colonie sur le domaine de Kahlen. Kahlen reçoit le titre d’arpenteur royal, et 50 colons du nord de l’Allemagne sont envoyés sur ses terres. Les colons superstitieux sont freinés par la présence Anmai, mais elle réussit à rester hors de vue et apprend la lecture et l’arpentage auprès de Kahlen.
Furieux du succès de Kahlen, Schinkel fait venir des condamnés pour attaquer la nouvelle colonie, tuant deux colons et la moitié du bétail. Pour se venger, Kahlen et quelques colons attaquent et tuent les coupables dans leur cachette, bien qu’il soit forcé de renvoyer Anmai en échange de leur aide. Cette trahison provoque également le départ d’Ann Barbara. L’officier de Schinkel, Preisler, est témoin des meurtres et s’enfuit. Schinkel et ses collègues propriétaires du domaine dénoncent Kahlen au cabinet du roi ; la propriété de la nouvelle colonie est transférée à Schinkel et Kahlen est arrêté.
Alors que Kahlen est torturé dans la propriété de Schinkel, Ann Barbara se faufile et prépare une boisson empoisonnée, tandis qu'Edel pousse Schinkel à la boire. Alors qu'il est immobilisé, Ann Barbara arrive et le poignarde dans le ventre et le castre. Le majordome Bondo explique tout au cabinet du roi ; Kahlen est libéré, Ann Barbara est emprisonnée à vie et Edel retourne chez elle en Norvège. Kahlen localise Anmai Mus et promet de prendre soin d'elle, et les deux commencent à vivre dans la ferme.
Plusieurs années plus tard, un officier informe Kahlen qu'il a obtenu le titre de baron et que 400 nouveaux colons arriveront bientôt. Avant que cela n'arrive, Anmai Mus, désormais adolescente, part avec un groupe de Roms en déplacement. Kahlen quitte la lande et son titre est annulé. Il finit par libérer Ann Barbara d'une charrette de prisonniers en déplacement et tous deux montent à cheval vers la mer.

## Fiche technique
Sauf indication contraire, les informations mentionnées dans cette section peuvent être confirmées par la base de données cinématographiques IMDb,  présente dans la section « Liens externes ».
- Titre original : Bastarden
- Titre international  : The Promised Land
- Réalisation : Nikolaj Arcel
- Scénario : Nikolaj Arcel et Anders Thomas Jensen
- Photographie : Rasmus Videbæk
- Montage : Olivier Bugge Coutté
- Musique : Dan Romer
- Pays de production :  Danemark
- Format : Couleurs
- Genre : biographie, drame, historique
- Durée : 122 minutes
- Dates de sortie :
  - Italie : 1er septembre 2023 (Mostra de Venise 2023)
  - Danemark : 5 octobre 2023
  - Belgique : 24 janvier 2024
  - France : 18 juin 2024 (diffusion sur Canal+)
- Classification :
  - France : Interdit aux moins de 12 ans à la télévision[réf. nécessaire]

## Distribution
- Mads Mikkelsen (VF : Yann Guillemot) : le capitaine Ludwig Kahlen (da)
- Amanda Collin (VF : Aurélie Mériel) : Ann Barbara
- Simon Bennebjerg (sv) (VF : Julien Allouf) : Frederik de Schinkel
- Kristine Kujath Thorp (sv) (VF : Charlotte D'Ardalhon) : Edel Helene
- Melina Hagberg : Anmai Mus (enfant)
- Gustav Lindh (VF : Gauthier Battoue) : Anton Eklund
- Morten Hee Andersen (da) : Johannes Eriksen
- Thomas W. Gabrielsson (sv) (VF : Joël Zaffarano) : Bondo
- Magnus Krepper (VF : Jean-Marc Charrier) : Hector
- Søren Malling (VF : Xavier Fagnon) : Paulli
- Jacob Lohmann (VF : Éric Herson-Macarel) : Trappaud
- Morten Burian (VF : Alexis Victor) : Lauenfeldt
- Olaf Højgaard (af) (VF : Laurent Maurel) : Preisler
- Felix Kramer (de) (VF : Arnaud Arbessier) : Balzer
- Laura Bilgrau Eskild-Jensen : Anmai Mus (adulte)

 Source et légende : version française (VF) sur RS Doublage et carton du doublage français.

## Distinctions

### Récompenses
- Prix du cinéma européen 2023 : 
  - Meilleur acteur pour Mads Mikkelsen
  - Meilleur directeur de la photographie
  - Meilleur créateur de costumes

### Sélection
- Mostra de Venise 2023 : en compétition officielle[2]